# Tinh trùng thể hoạt động
Một tinh trùng thể hoạt động là một tế bào tinh trùng di động, hoặc là hình thức di chuyển của tế bào đơn bội là giao tử đực. Một tinh trùng tiến vào một noãn để tạo thành hợp tử. (Hợp tử là một tế bào đơn lẻ, với một bộ nhiễm sắc thể hoàn chỉnh, thường phát triển thành phôi.)
Các tế bào tinh trùng đóng góp khoảng một nửa thông tin di truyền hạt nhân cho con cái lưỡng bội (trong hầu hết các trường hợp không bao gồm DNA ty thể). Đối với động vật có vú, giới tính của con được xác định bởi tế bào tinh trùng: một tinh trùng mang nhiễm sắc thể X sẽ cho con là giống cái (XX), trong khi nếu tinh trùng mang một nhiễm sắc thể Y thì sẽ cho con là giống đực (XY). Các tế bào tinh trùng được quan sát lần đầu tiên trong phòng thí nghiệm của Antonie van Leeuwenhoek vào năm 1677.

## Lịch sử
- Năm 1677 nhà vi trùng học Antonie van Leeuwenhoek đã phát hiện ra tinh trùng.
- Năm 1841, nhà giải phẫu học người Thụy Sĩ Albert von Kölliker đã viết về tinh trùng trong tác phẩm của mình Untersuchungen über die Bedeutung der Samenfäden (Nghiên cứu về tầm quan trọng của tinh trùng).